# لوئیس مورن
لوئیس مورن (انگلیسی: Luis Morán؛ زادهٔ ۲۶ ژوئیهٔ ۱۹۸۷) بازیکن فوتبال اهل اسپانیا است.
از باشگاه‌هایی که در آن بازی کرده‌است می‌توان به باشگاه فوتبال اسپورتینگ خیخون و باشگاه فوتبال میراندس اشاره کرد.
وی همچنین در تیم ملی فوتبال زیر ۱۶ سال اسپانیا بازی کرده‌است.